# 新居濱工業高等專門學校
新居濱工業高等專門學校（National Institute of Technology, Niihama College），是一所位於日本愛媛縣的高等專門學校。

## 概要
日本国立高等專門學校之一。新居浜工業高等專門學校創設於1962年，學校現設有5個學科，分別為機械工學科、電氣情報工學科、電子控制工學科、生物應用化學、環境材料工學科。1990年又設置了專攻科，包括生物應用化學和電子工程。

## 教育組織

### 本科（副學士課程）
- 機械工学科
- 電氣情報工学科
- 電子制御工学科
- 生物應用化学科
- 環境材料工学科

### 專攻科（學士課程）
- 生産工学專攻
- 生物應用化学專攻
- 電子工学專攻[2]

## 外部連結
- 新居濱工業高等專門學校 （页面存档备份，存于）